# Moving – Rückwärts ins Chaos
Moving – Rückwärts ins Chaos (Original: Moving) ist eine amerikanische Filmkomödie aus dem Jahr 1988 von Regisseur Alan Metter.

## Handlung
Arlo Pear, ein Transportingenieur und Familienvater, verliert seinen Job in New Jersey, findet aber eine neue, aussichtsreiche Anstellung in Boise (Idaho). Daher müssen er und seine ihn liebende Frau Monica mit der aufmüpfigen Tochter Casey, den zwei Zwillingssöhnen Marshall und Randy sowie dem Hund den Umzug zum neuen Arbeitsplatz organisieren. Dies gibt Anlass für viele verrückte Begebenheiten mit bösartigen Nachbarn, einem geisteskranken Umzugshelfer, ehemaligen Sträflingen als Möbelpacker (darunter King Kong Bundy) und anderen chaotischen Handlungselementen, über die Pear jedoch am Ende triumphiert.

## Produktion
Über die Besprechung des Drehbuchs behauptete Autor Breckman, Pryor habe ihn dabei mit einem Deringer bedroht, um eine Szene aus der Handlung gestrichen zu bekommen, in der eine alte Dame in einem Hinterhof ihr (großes) Geschäft verrichtet.

## Kritiken
Janet Maslin schrieb in The New York Times, Pryor würde nicht recht in die Rolle des treusorgenden und im Grunde friedfertigen Familienvaters à la Bill Cosby passen. Diese bizarre Besetzung verleihe dem Film aber eine eigene Art von Komik. Moving sei kein außergewöhnlicher Film, würde aber wahrscheinlich besonders die Zuschauer unterhalten, die selber ähnliche Erfahrungen mit Umzügen gemacht haben.
Hal Hinson wunderte sich in The Washington Post ebenfalls über die Entscheidung, Pryor als braven Langweiler zu besetzen. Der Film sei zwar besser als andere, zeitgenössische Pryor-Filme, komme aber nicht über Mittelmaß hinaus. Dennoch seien einige gute Witze gelungen. Hinson lobte zudem die von Regisseur Metter verantwortete visuelle Atmosphäre des Films.
Das Lexikon des internationalen Films schrieb, der Film sei „eine betont unlustige Komödie, die Situationskomik, Klischeevariationen und puren Schwachsinn im amerikanischen Mittelklassemilieu“ ansiedele.